# Evans (New York)
Evans est une ville située dans le comté d'Érié, dans l'État de New York, aux États-Unis,. En 2010, elle comptait une population de 16 356 habitants, estimée au 1er juillet 2020 à 15 308 habitants.

## Démographie
Lors du recensement de 2010, la ville comptait une population de 16 356 habitants. Elle est estimée, en 2020, à 15 308 habitants.